# اچ‌ام‌اس سی۱۰
اچ‌ام‌اس سی۱۰ (به انگلیسی: HMS C10) یک زیردریایی بود که طول آن ۱۴۳ فوت ۲ اینچ (۴۳٫۶۴ متر) بود. این زیردریایی در سال ۱۹۰۷ ساخته شد.